# Gentioux-Pigerolles
Gentioux-Pigerolles – miejscowość i gmina we Francji, w regionie Nowa Akwitania, w departamencie Creuse.
Według danych na rok 1990 gminę zamieszkiwało 367 osób, a gęstość zaludnienia wynosiła 5 osób/km² (wśród 747 gmin Limousin Gentioux-Pigerolles plasuje się na 312. miejscu pod względem liczby ludności, natomiast pod względem powierzchni na miejscu 6.).

## Galeria

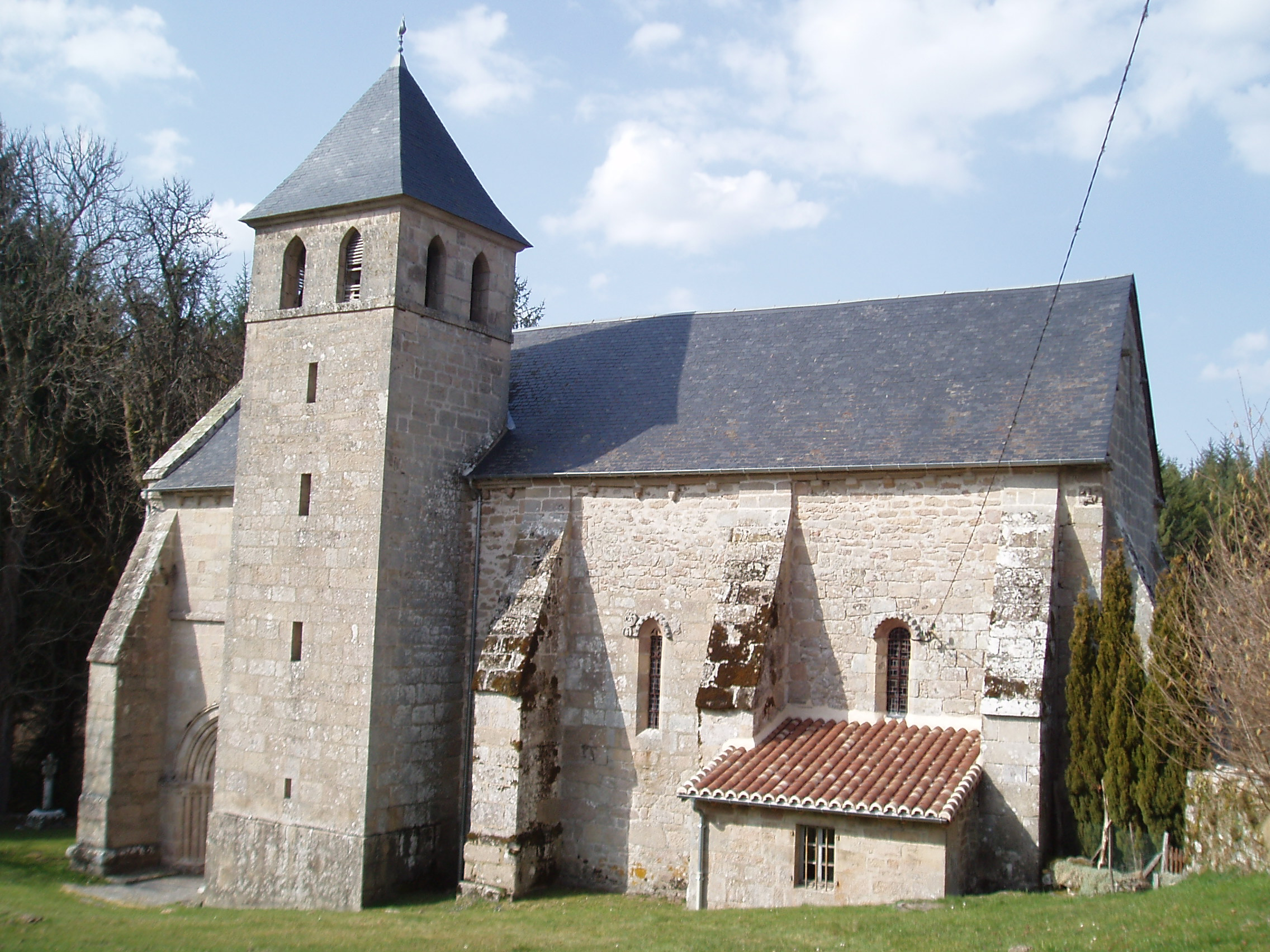
Kościół św. Marcjalisa (2012)
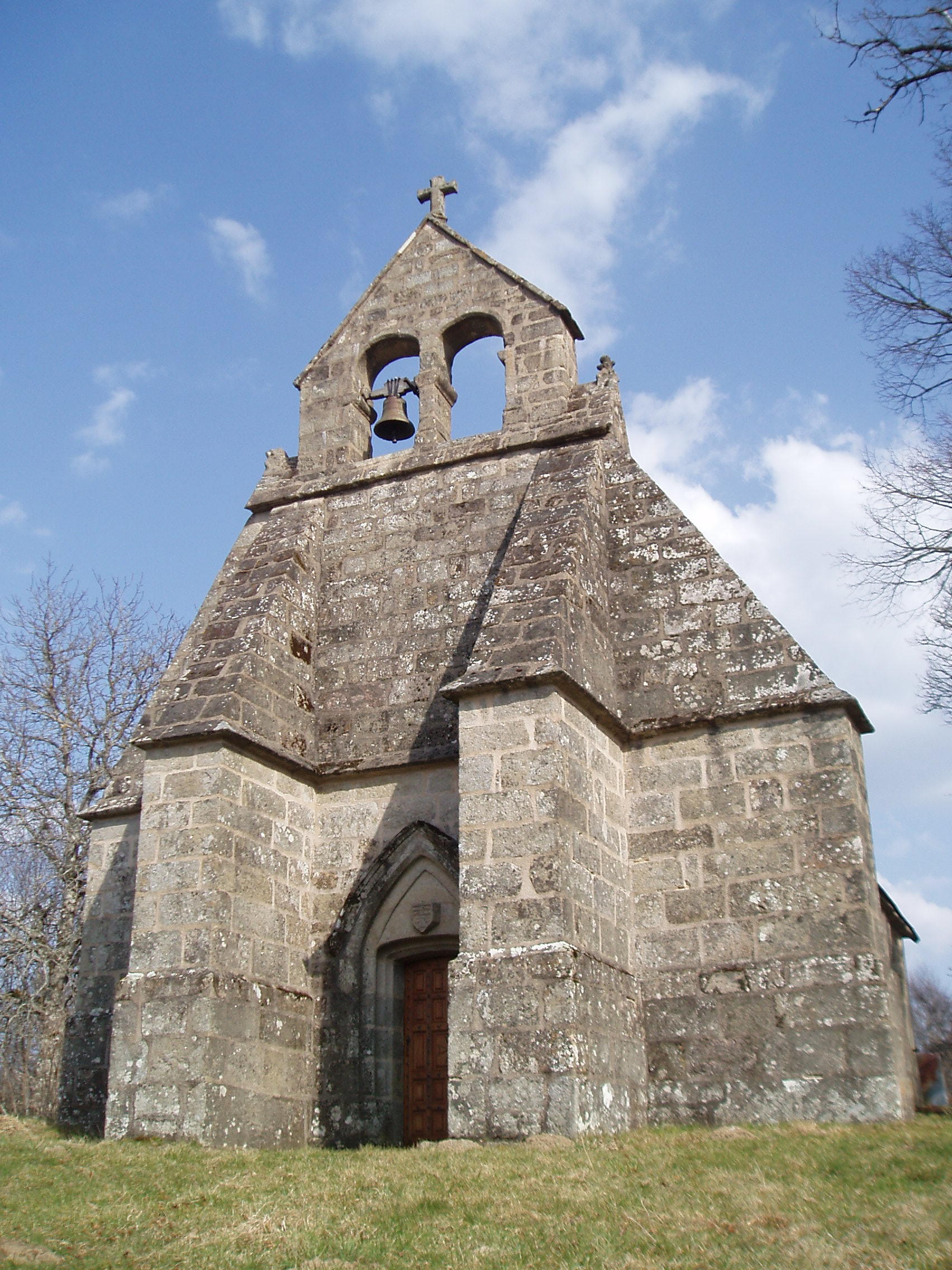
Kościół św. Magdaleny w Paillier (2012)
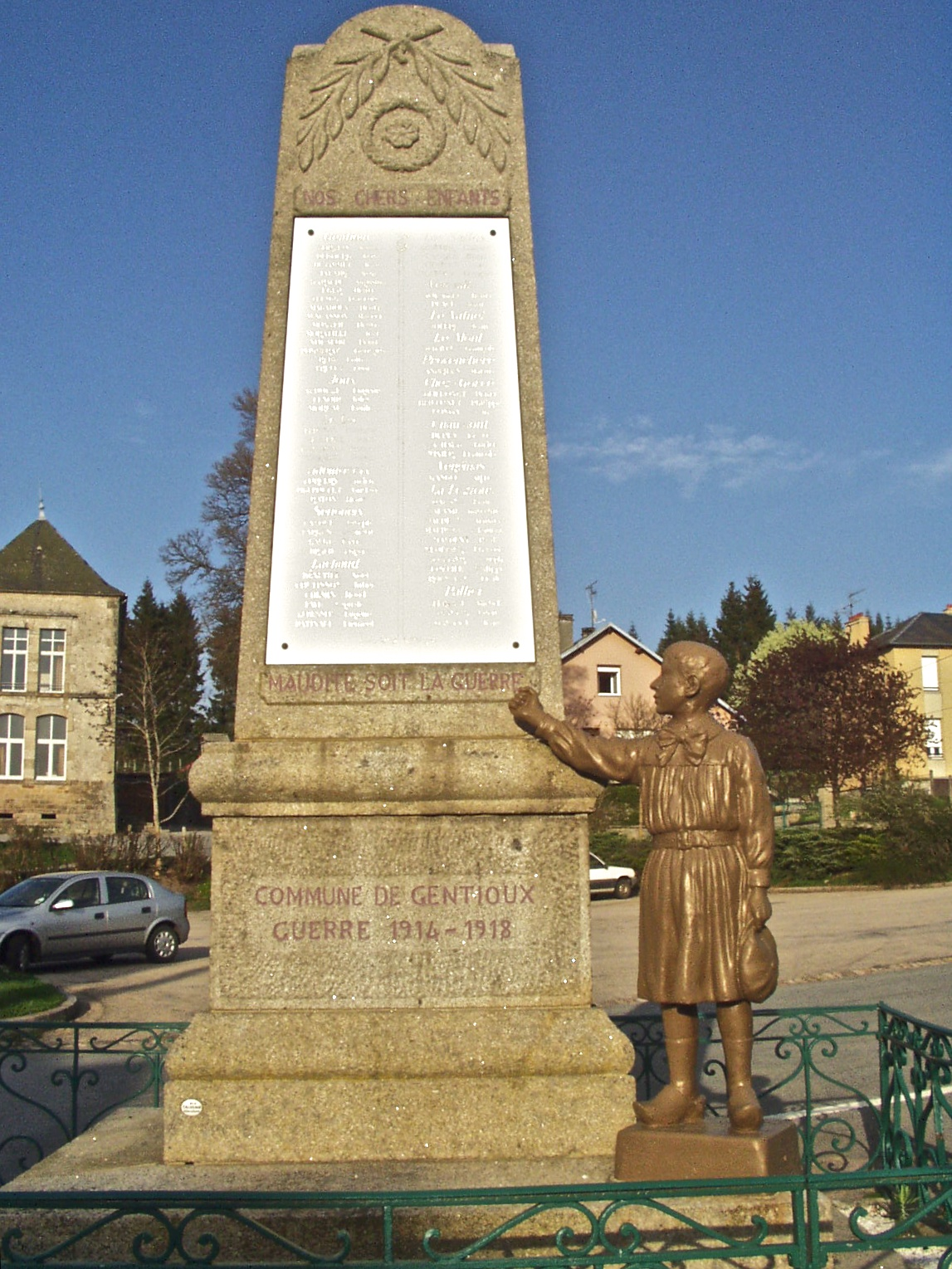
Pomnik poległych w I wojnie światowej (2005)

## Populacja

Populacja Gentioux-Pigerolles w latach 1962–2008